# 秩父鉄道300系電車
秩父鉄道300系電車（ちちぶてつどう300けいでんしゃ）は秩父鉄道に在籍していた急行形電車である。

## 概要
優等列車である急行「秩父路」用に導入された自社発注車両。1959年（昭和34年）に日本車輌製造東京支店で製造された。登場当時はデハ300(M1)+デハ300(M2)の2連であった。
スタイルは当時流行の湘南顔を採用するなど、扉の位置が異なる（窓と扉の位置が入れ替わっている）が同じ日本車両で1956年に製造された富士山麓電気鉄道（現在の富士急行）3100形と酷似しており、WN継手駆動、三菱電機製モーターや制御器等、機器についても共通する部分が多い。
塗装は秩父鉄道の他車と同じ茶色のツートンカラーだが、アルミ車体を有するサハ352号（後述）のみ銀色に茶帯とされた。
第1編成の台車は同じ日本車両製の長野電鉄2000系と同じNA4P、第2編成は秩父鉄道初の空気バネ台車NA301となった。車内は車輌の中程に寄った片開き2ドアで座席はボックスタイプのクロスシートであった。なお、M2車（デハ302,304）には便所が設置されていたが、黄害の問題から後に撤去された。その位置は便所があった名残で戸袋窓の幅が広く、幅の狭い開閉可能な窓が3つ並んでいた。
ブレーキは米ウエスチングハウス社で設計・生産され、さらには日本国内でのライセンス生産を行った日本エアブレーキ(ナブコを経て現在はナブテスコ）製DH-25形が装備されている。電動圧縮機（CP）はデハ302・304号車とサハ351・352号車に搭載されている。
1966年に中間車サハ350形が2両増備され、3連2本の陣容となった。台車は各編成に合わせてあるが、サハ352号はアルミ製車体を有する車両として登場した。

## 運用
1986年に塗装が変更され、黄色に青帯となった。サハ352は銀色に青+黄色帯を巻くスタイルとなり、車体上部を黄色に塗装した。
1990年代以降、冷房や列車保安装置(ATS)を搭載しておらず、老朽化も進行していた本形式は新型車両に置き換えられることになった。
1992年3月に3000系が導入されたが、第1編成は急行列車増発用のため、本系列の運用離脱はなかった。しかし、同年6月の3000系第2編成の導入に伴い、本系列の第1編成が運用離脱した。その後、同年10月の3000系第3編成の竣工と共に本系列の第2編成も運用を終了することとなり、10月25日にさよなら運転が行われた。その後は休車となり、石原駅や広瀬川原駅に留置されるなどされた後、1997年3月31日付で全車廃車となった。
廃車後は全車両が解体されており、現存しない。